# 熱い血
『熱い血』（あついち、Hot Blood）は1956年のアメリカ合衆国のミュージカル映画。
日本では劇場未公開だが、2011年11月22日にWOWOWで放送された。

## ストーリー
流浪部族ロマ（ジプシー）の王（族長）マルコは不治の病にかかったことから、その事実を隠して弟ステファーノに王の座を譲り、ステファーノをロマの美しい娘アニーと結婚させることにする。しかし、白人のように自分で結婚相手を選びたいステファーノは兄に反発、アニーに結婚はしないと告げる。ところがアニーは、そもそも結婚式でマルコから渡される金だけもらって逃げ出すつもりだったことから、互いの利益のためにも、取り敢えず結婚式だけは挙げようと持ちかける。兄マルコを出し抜けると知ったステファーノはその計画に乗る。
ロマの風習に従い結婚式が行われる。ところが、アニーは急に計画を取り止め、そのままステファーノと結婚してしまう。式を終えて寝室に入ると、ステファーノは激怒。一方のアニーはステファーノに一目惚れしたので結婚したと言う。取っ組み合いの喧嘩の後にステファーノは部屋を出て行く。その後、アニーは何とかステファーノの気持ちを自分に向けようと様々な策を弄するがことごとく失敗。遂にステファーノは家を出て行ってしまう。
しばらくして家に戻ったステファーノはアニーがマルコと親しくしている姿を見て、激しい嫉妬に駆られる。しかも体調を崩したアニーが妊娠しているとの噂を真に受けたステファーノは、その相手がマルコだと思い込み、マルコを打ちのめす。マルコを激しく罵るステファーノに祖父と母は、マルコが重い結核を患っており、そのためにステファーノに王の座を譲ろうとしているのだと告げる。
一族を集めた会議でマルコはステファーノに王の座を譲ることを宣言する。そしてステファーノとアニーの離婚が承認される。出て行くアニーを黙って見送るステファーノだったが、そんなステファーノにマルコは白人男のように逃げた女を追いかけなくて良いのかと言う。ステファーノはアニーを追いかけ、改めてプロポーズからやり直したいと告げる。そして2人は結ばれる。

## 登場人物
- アニー・カルダッシュ: ジェーン・ラッセル - 流浪部族ロマの美しい娘。父親と弟の3人で結婚詐欺を働きながら暮らしている。
- ステファーノ（スティーヴン）・トリノ: コーネル・ワイルド - ロマの王の弟。兄の命令でアニーと結婚することになる。
- マルコ・トリノ: ルーサー・アドラー - ロマの王（族長）。不治の病にかかっていることを隠し、弟ステファーノに王の座を譲ろうとする。
- パパ・セオドール: ジョゼフ・カレイア - アニーの父親。娘の美貌を利用して詐欺を働いている。
- ザノ・カルダッシュ: ジェイミー・ラッセル - アニーの弟。
- ニタ・ジョニー: ニナ・コシェッツ（英語版） - ステファーノとマルコの母親。
- ヴェルマ: ヘレン・ウェストコット（英語版） - ステファーノのダンスパートナー。